# ويليام ن. بندلتون
ويليام ن. بندلتون (بالإنجليزية: William N. Pendleton)‏ هو كاهن أنجليكاني وعسكري أمريكي، ولد في 26 ديسمبر 1809 في ريتشموند في الولايات المتحدة، وتوفي في 15 يناير 1883 في كسينغتون في الولايات المتحدة.